# 弘中勝久
弘中 勝久（ひろなか かつひさ、1953年12月7日 - ）は、日本の地方公務員。山口県議会事務局長や、山口県公営企業管理者等を経て、山口県副知事。

## 人物・経歴
山口県阿武郡むつみ村（現萩市）出身。山口県立萩工業高等学校を経て、1977年 長崎県立国際経済大学経済学部卒業、山口県庁入庁。2004年 商工労働部企業立地推進室次長。2005年 農林部林政課長。2006年 農林水産部森林企画課長。2008年 農林水産部審議監。2010年 農林水産部次長兼全国植樹祭推進室長。2011年 山口県議会事務局長。2013年 公営企業管理者。
2016年から副知事を務め、2017年からは行財政改革統括本部長を兼務し、財政悪化を受け行政改革を進めた。2018年からは藤道健二萩市長らと防衛省で大野敬太郎防衛大臣政務官と面会するなどし、イージス弾道ミサイル防衛システム配備への対応にあたった。2020年 山口県信用保証協会会長、やまぐち産業振興財団評議員。